# Интентизм
Интентизм (англ. Intentism) ― движение в современном искусстве, основоположником которого является Витторио Пелоси. Среди главных деятелей движения ― Пейсли Ливингстон, автор труда «Искусство и намерение» и Уильям Ирвин, автор «Интерпретации интенционализма». Интентизм представляет собой реакцию против снятия акцента на интенциональность автора ― то есть они выступают против широко распространённой во второй половине XX века теории, которая гласит, что смысл произведения искусства заключается не в том, что вложил в него сам автор, а  в том, что видит в нём зритель.  Интентисты организовали различные художественные выставки и выступали с лекциями в университетах, в том числе и в Лондонском университет искусств. В 2009 году интентисты опубликовали свой манифест под названием «Intentism ― Воскресение автора». 

## Происхождение

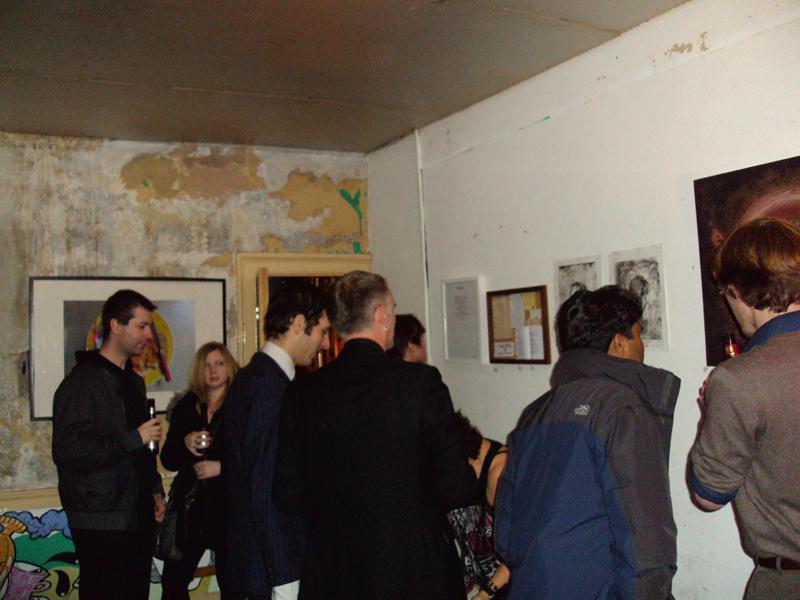
Выставка интентистов. Хокстон, 2010.

Интентисты имеют самый разный жизненный и творческий опыт, однако всех их объединяет то, что они подвергают сомнению устоявшиеся идеи, связанные со смыслом творческих работ. Название движения ― «интентизм», является ответом на дебаты вокруг вопроса о намерениях автора. В публичных дебатах, которые утвердили идейную линию интентизма, Витторио Пелоси назвал четыре ключевых школы, которым новое движение стремилось бросить вызов. К ним относится так называемая «Ошибка автора», утверждаемая Монро Бердсли и Уильямом Вимсаттом, которая гласит, что «замысел или намерение автора недоступны и нежелательны в качестве стандарта для оценки успеха произведения литературного искусства». Интентисты возражают французскому философу Ролану Барту, который в 1967 году объявил, что автор мёртв, и что его работа ― не что иное, как «набор цитат», и что более важным является само впечатление читателя. Они также выступают против теории деконструкции Жака Деррида, которая критикует отношение текста и значения и раскрывает значение, которое противоречит тому, что было задумано автором. Наконец, Пелоси отвергает теорию Ганса-Георга Гадамера о том, что значение текста может меняться со временем из-за изменений, происходящих в обществе. По мнению мыслителя, все эти теории устарели и что необходимо выявлять, прославлять и распознавать отношения между художником и его творчеством, потому что «все значение является несовершенным проявлением намерения».
Интентисты регулярно представляют свои работы как на персональных выставках, так и на групповых.

## Манифест
Интентисты считают, что искусство может донести предполагаемое послание художника до предполагаемой аудитории. Намерения художника ― это «ожидания исполнения», которые, если они удовлетворены работой, считаются «реализованным намерением». Таким образом, представители движения признают и привлекают вниманию к отношению между творением и творцом.  Интентисты настаивают на трёх принципах:
1. Интентисты верят, что художник может свободно передавать намеченный им посыл. Смысл работы заключается в замысле художника, а не в интерпретации зрителя. Любое значение ― это просто несовершенное проявление замысла[10].
2. Интентисты верят, что запутанный, скрытый или отрицательный замысел ведёт к нулевой интерпретации.
3. Интентисты верят, что упущение замысла художника может привести к принудительным ограничениям творчества и даже к цензуре.